# Nikólskoie (Vorónej)
Nikólskoie (en rus: Никольское) és un poble a l'óblast de Vorónej, a Rússia, segons el cens del 2018 tenia 1.159 habitants.